# القادرية (عين العرب)
قادرية قرية سوريّة تتبع إداريّاً لمحافظة حلب منطقة عين العرب ناحية صرين، بلغ تعداد سكانها 1,159 نسمة حسب التعداد السكاني لعام 2004.